# Teogenes
Teogenes – imię męskie pochodzenia greckiego. Oznacza "pochodzący od Boga". Wśród patronów tego imienia – m.in. św. Teogenes, zm. w 320 roku.
Teogenes imieniny obchodzi 3 stycznia, 26 stycznia i 15 lutego.